# Søren Bak
Søren Bak (født 22. juli 1992 i Toksværd, Storstrøm i Danmark) er en dansk MMA-udøver, der konkurrerer letvægts-klassen. Han kæmper på nuværende tidspunkt i forbundet Cage Warriors, hvor han er den regerende letvægts-verdensmester.
Bak er ubesejret i organisationen, hvor han har vundet 4 kampe i træk. Han har tidligere konkurreret i European MMA (2012-2014) og CAGE MMA Finland. I september, 2018 er Bak rangeret som nr #2 pound-for-pound-kæmper på Europe Nordic-ranglisten på Tapology.com.

## MMA-karriere

### Amatørkarriere
Bak begyndte at træne brydning i AK Rolf i Næstved i en en tidlig alder, og startede som 15-årig til MMA.

### Professionel karriere
Bak fik sin professionelle MMA-debut som 20-årig mod hollandske Sjors Van der Wearden den 13. december 2012 på European MMA. Bak vandt kampen via TKO i 1. omgang.
Den 23. maj 2015 kæmpede Bak på EMMA 9 i Falconer Salen på Frederiksberg mod danske Rhassan Muhareb. Bak vandt kampen via Mounted Triangle Choke efter 2 minutter og 32 sekunder.
I løbet af sin MMA-karriere flyttede Bak til København hvor han skiftede til Team Grind, der ledes af Carsten Ettrup.
Efter knap et års fravær fra buret, mødte Bak finske Finn Aleksi Nurminen på Cage 30 i Helsinki. Bak vandt kampen og MMAViking.com tildelte ham prisen Nordic Fight of the Year.
Bak styrkede sit omdømme da han besejrede den ubesejrede Alex Rodrigues via knockout til ICE FC 15 den 28. maj 2016.
Bak opnåede en rekordliste på 8-0 i sin professionelle karriere, før han led sit første (og eneste professionelle) nederlag til finske Aleksi Mantykivi via knockout i 1. omgang til EuroFC 1 i Finland den 1. oktober 2016. Den britiske kampleder Marc Goddard stoppede kampen efter 82 sekunder i 1. omgang. Men den danske lejr mente at Goddard var for hurtig om at vinke kampen af. Efter at have været inaktiv i seks måneder, skrev Bak kontrakt med Cage Warriors.

### Cage Warriors Fighting Championship
Bak fik sin Cage Warriors debut til Cage Warriors 83 i Newport, Wales den 6. maj 2017, hvor han mødte Scott Clist. Bak vandt via enstemmig afgørelse efter at have domineret kampen i samtlige 3 omgange med slag og takedowns.
Den 28. oktober samme år, mødte Bak, dem toprangerede engelske kæmper Martin Stapleton i en af hovedkampene på Cage Warriors 88. Bak vandt via rear naked choke-submission i 1. omgang.

#### Bak vs. Jacobsen
Ved Cage Warriors 93 i Gøteborg, Sverige mødte danskeren, norske Alexander Jacobsen til aftenens hovedkamp.
Kampen var et blodigt opgør. I 1. omgang forsøgte Bak at komme ind på Jacobsen og få ham ned på gulvet for at undgå nordmandens kraftfulde slag. Bak fik i en clinch ramt Jacobsen direkte på næseryggen med et knæ, der fik ham til at bløde kraftigt. I 2. omgang fik danskeren taget den fysisk større modstander ned og efter at have overtaget og domineret på gulvet submittede han nordmanden i 2. omgang via arm-triangle.
Inden kampen havde Cage Warriors-præsident Graham Boylan offentliggjort at vinderen fik et titelskud imod letvægtmesteren Chris Fishgold. Efter kampen udfordrede Bak dog den tidligere Cage Warriors fjervægts-mester, Paddy Pimblett til en kamp i Liverpool.

#### Bak vs. Pimblett
Ved Cage Warriors 96: Pimblett vs. Bak i Liverpool mødte Bak den tidligere CW fjervægts-mester og lokale helt, Paddy Pimblett til aftenens hovedkamp.
Pimblett dominerede første omgang og forsøgte sig med at submitte Bak med en rear-naked choke. Bak overlevede dog forsøget og klarede sig igennem omgangen. I de resterende omgange udboksede han Pimblett og dominerede den tidligere fjervægts-mester stående og på gulvet. Bak vandt kampen via enstemmig afgørelse på dommerstemmerne 48-44, 48-45 og 48-46.

## Stil
Søren Bak har en grinding stil og er en submission-specialist. I sine elleve professionelle sejre har han vundet 6 på submission. Han lever også op til sit kælenavn, "The True Viking", da han ofte bærer en ægte økse og rævepæls i sine offentlige optrædener, hvilket han har gjort i et stykke tid.

## Mesterskaber og hæder

### MMA
- Cage Warriors Fighting Championship
  - CWFC Letvægts-mester (1 gang)[8]

## Privatliv
Bak er gift med Michelle Nørager Bak. De bor sammen i Lyngby.
Bak blev i 2017 uddannet i finans på Copenhagen Business Academy og arbejder ved siden af sin MMA-karriere som kundebetjener hos Danica Pension. Under sine studier arbejdede Bak på McDonald’s i weekenderne. http://www.mmaviking.com/video-fika-time-with-soren-bak/

## Ekstern henvisning
- Søren Bak hos Sherdog (engelsk)